# Грможур
Грможур (черног. Grmožur) — крепость на небольшом одноимённом острове в северо-западной части Скадарского озера в Черногории недалеко от села Годинье (серб. Годиње); один из военно-исторических объектов, оставшихся со времён черногорско-турецкого противостояния. Построена турками в 1840-х годах после захвата ими прилегающих земель.
Имеет площадь порядка 430 м² и окружена каменными стенами толщиной 50—120 см. Крепостной корпус разделён на две части, в каждую из которых ведёт своя дверь. По периметру установлены оборонительные башни.
В 1878 году крепость в ходе очередной черногорско-турецкой войны была захвачена черногорскими войсками и была превращена в тюрьму. В 1905 году после землетрясения заброшена. По состоянию на 2010-е годы является одной из достопримечательностей Черногории и объектом посещения туристов.